# Kehäpää
Kehäpää är en kulle i Finland.   Den ligger i den ekonomiska regionen Norra Lappland och landskapet Lappland, i den norra delen av landet, 900 km norr om huvudstaden Helsingfors. Toppen på Kehäpää är 484 meter över havet, eller 124 meter över den omgivande terrängen. Bredden vid basen är 3,0 km.
Terrängen runt Kehäpää är huvudsakligen platt, men österut är den kuperad.  Trakten runt Kehäpää är nära nog obefolkad, med mindre än två invånare per kvadratkilometer. Det finns inga samhällen i närheten. 